# Il Vangelo per i bambini
Il Vangelo per i bambini (トンデラハウスの大冒険?, Tondera Hausu no Daibōken, lett. "Avventure della casa volante") è un anime, ovvero una serie televisiva a cartoni animati giapponese, di 52 episodi, prodotta dalla Tatsunoko e trasmesso in Giappone tra aprile 1982 e marzo 1983 dall'emittente televisiva TV Tokyo, e dall'emittente cristiana CBR. L'anime è una sorta di seguito spirituale di Superbook, un'altra serie della Tatsunoko dalle premesse pressoché identiche. Nel 2010, il Christian Broadcasting Network ha reso disponibili i 52 episodi online. La serie in Italia è stata pubblicata in VHS da Armando Curcio Editore nel 1992.

## Trama
In un bosco, un ragazzino di nome Giulio, la sua amica Lisa e il fratellino di lei Pippo stanno giocando a rimpiattino quando vengono sorpresi da un temporale. Per correre ai ripari, si perdono, ma vista casa situata nei boschi, che non avevano mai visto prima, vi entrano per ripararsi.
Subito vengono raggiunti da un androide, Siro, e dal proprietario della casa, il professor Branato, che mostra ai bambini la sua più grande creazione, una macchina del tempo. Il tentativo di Branato è di ultimare la macchina servendosi dell'energia dei fulmini, che otterrà con l'utilizzo di un aquilone. Durante l'esperimento, Siro impazzisce e mentre prende a calci la macchina del tempo, prende fuoco, ma ciò produce l'energia sufficiente alla macchina per librarsi in aria e sparire, tornando indietro nel tempo, all'insaputa di tutti i presenti.
I cinque protagonisti si ritrovano nell'antica Palestina e rimarranno intrappolati nel passato per molto tempo, ma nel frattempo saranno protagonisti e partecipi degli avvenimenti narrati nel Nuovo Testamento della Bibbia, dalla nascita di Giovanni Battista, a quella di Gesù, dalla tentazione ai primi discepoli, dalla crocifissione, alla resurrezione di Gesù, e alla crescita dell'apostolo Paolo. Saranno protagonisti della sofferenza di un popolo, quello di Israele, e della crudele tirannia dei Romani.
Alla fine, quando ormai hanno perso la speranza di ritornare nel XX secolo, accade la stessa cosa che era accaduta all'inizio: Siro prende una botta in testa e ancora una volta, impazzisce e attacca la macchina del tempo. Ironia della sorte, questo attacco si fissa in modo tale che invia finalmente tutto l'equipaggio al XX secolo, e lo spettacolo finisce, con Siro che torna alla normalità una volta terminato il viaggio.

## Personaggi
I personaggi principali della serie sono: 
- Giulio Carli (安土ゲン?, Azuchi Gen): Il protagonista della serie. È doppiato da Satomi Majima (ed. giapponese).
- Lisa Berti (夏山 カンナ?, Natsuyama Kanna): fidanzata di Giulio e co-protagonista della serie. È doppiata da Sanae Takagi (ed. giapponese) e Maria Serrao (ed. italiana).
- Pippo Berti (ツク坊?, Tsukubō): fratello minore di Lisa, che spesso parla in terza persona. È doppiato da Runa Akiyama (ed. giapponese).
- Siro (カンデンチン?, Kandenchin): robot solare ionico, creato dal professor Branato. Grazie a lui, la macchina del tempo riesce ad andare nel passato, e, sempre grazie a lui, riesce a tornare nel XX secolo. È doppiato da Kyoko Tongu (ed. giapponese).
- Professor Branato (待夢時男博士?, Machiyume Tokio Hakase): scienziato strampalato, all'inizio della serie sta ultimando la sua invenzione, la macchina del tempo, che riuscirà a far funzionare, portandolo a sua insaputa nel passato. Persona molto pigra e sbadata, ogni volta che deve riparare la macchina si addormenta, oppure sbaglia i calcoli, facendola sempre esplodere. Alla fine però riuscirà a tornare nel XX secolo grazie all'aiuto del suo assistente, Siro. È doppiato da Yoshito Yasuhara (ed. giapponese).

## Episodi
| Nº | Giapponese 「Kanji」 - Rōmaji                                 | In onda           | In onda |
| Nº | Giapponese 「Kanji」 - Rōmaji                                 | Giapponese        |         |
| 1  | 「紀元前にトンデラハウス」 - Kigenzen ni Tonderahausu         | 5 aprile 1982     |         |
| 2  | 「赤ちゃん危機一髪」 - Akachan kikiippatsu                    | 12 aprile 1982    |         |
| 3  | 「祭りに消えた少年」 - Matsuri ni kieta shōnen                | 19 aprile 1982    |         |
| 4  | 「またまた不時着! 川の中」 - Matamata fujichaku! Kawa no naka | 26 aprile 1982    |         |
| 5  | 「サタンの誘惑」 - Satan no yūwaku                            | 3 maggio 1982     |         |
| 6  | 「悪徳商人の陰謀」 - Akutoku shōnin no inbō                   | 10 maggio 1982    |         |
| 7  | 「百人隊長の秘密」 - Hyakunintaichō no himitsu                | 17 maggio 1982    |         |
| 8  | 「呪いの誕生パーティー」 - Noroi no tanjō pātī                | 24 maggio 1982    |         |
| 9  | 「生き返った娘」 - Ikikaetta musume                           | 31 maggio 1982    |         |
| 10 | 「5000人の給食」 - 5000-Ri no kyūshoku                        | 7 giugno 1982     |         |
| 11 | 「王様から借金した男」 - Ōsama kara shakkin shita otoko       | 14 giugno 1982    |         |
| 12 | 「欲張りな金持ち」 - Yokubarina kanemochi                     | 21 giugno 1982    |         |
| 13 | 「一番えらいのは誰だ」 - Ichiban erai no wa dareda            | 28 giugno 1982    |         |
| 14 | 「墓から出てきた男」 - Haka kara detekita otoko               | 5 luglio 1982     |         |
| 15 | 「町中の嫌われ者」 - Machinaka no kirawaremono                | 12 luglio 1982    |         |
| 16 | 「土の中に埋めた金」 - Tsuchi no naka ni umeta kin            | 19 luglio 1982    |         |
| 17 | 「迷子になった羊」 - Maigo ni natta hitsuji                   | 26 luglio 1982    |         |
| 18 | 「奇跡の水がめ」 - Kiseki no mizugame                         | 2 agosto 1982     |         |
| 19 | 「小犬とパンくず」 - Koinu to pan-kuzu                        | 9 agosto 1982     |         |
| 20 | 「二つの銅貨」 - Futatsu no dōka                              | 16 agosto 1982    |         |
| 21 | 「なまけ者の裁判官」 - Namakemono no saibankan                | 23 agosto 1982    |         |
| 22 | 「天国と地獄」 - Tengokutodjigoku                             | 30 agosto 1982    |         |
| 23 | 「悪霊の恐怖」 - Akuryō no kyōfu                              | 6 settembre 1982  |         |
| 24 | 「帰ってきたおじいちゃん」 - Kaettekita ojīchan               | 13 settembre 1982 |         |
| 25 | 「屋根から来た男」 - Yane kara kita otoko                     | 20 settembre 1982 |         |
| 26 | 「生き返った息子」 - Ikikaetta musuko                         | 27 settembre 1982 |         |
| 27 | 「いのちの水」 - Inochi no mizu                               | 4 ottobre 1982    |         |
| 28 | 「池の水が動いた日」 - Ike no mizu ga ugoita hi               | 11 ottobre 1982   |         |
| 29 | 「石を投げるのは誰だ」 - Ishi o nageru no wa dareda           | 18 ottobre 1982   |         |
| 30 | 「70人の弟子」 - 70-Ri no deshi                               | 25 ottobre 1982   |         |
| 31 | 「山上の変貌」 - Sanjō no henbō                               | 1º novembre 1982  |         |
| 32 | 「真夜中のパン」 - Mayonaka no pan                            | 8 novembre 1982   |         |
| 33 | 「四粒の種」 - Shi-tsubu no tane                              | 15 novembre 1982  |         |
| 34 | 「ぶどう園のいちじく」 - Budō-en no ichijiku                  | 22 novembre 1982  |         |
| 35 | 「ロバに乗った王様」 - Roba ni notta ōsama                    | 29 novembre 1982  |         |
| 36 | 「大祭司の悪だくみ」 - Dai saishi no warudakumi               | 6 dicembre 1982   |         |
| 37 | 「香油のかおり」 - Kōyu no kaori                              | 13 dicembre 1982  |         |
| 38 | 「裏切るのはあなただ」 - Uragiru no wa anatada                | 20 dicembre 1982  |         |
| 39 | 「総督の苦悩」 - Sōtoku no kunō                               | 27 dicembre 1982  |         |
| 40 | 「いばらの冠」 - Ibaranokanmuri                               | 1º gennaio 1983   |         |
| 41 | 「どくろの丘」 - Do kuro no oka                               | 10 gennaio 1983   |         |
| 42 | 「ひらいた墓」 - Hiraita haka                                 | 17 gennaio 1983   |         |
| 43 | 「網いっぱいの魚」 - Ami-ippai no sakana                      | 24 gennaio 1983   |         |
| 44 | 「天使と脱獄」 - Tenshi to datsugoku                          | 31 gennaio 1983   |         |
| 45 | 「ヘロデ王の最後」 - Herode-ō no saigo                        | 7 febbraio 1983   |         |
| 46 | 「光の中の不思議な声」 - Hikari no naka no fushigina koe      | 14 febbraio 1983  |         |
| 47 | 「とけた鎖」 - Toketa kusari                                  | 21 febbraio 1983  |         |
| 48 | 「窓から落ちた少年」 - Mado kara ochita shōnen                | 28 febbraio 1983  |         |
| 49 | 「囚人船難破事件」 - Shūjinsen nanpa jiken                    | 7 marzo 1983      |         |
| 50 | 「マムシに噛まれた男」 - Mamushi ni kama reta otoko           | 14 marzo 1983     |         |
| 51 | 「逃げてきた召使」 - Nigete kita meshitsukai                  | 21 marzo 1983     |         |
| 52 | 「やっと戻れたトンデラハウス」 - Yatto modoreta tonderahausu  | 28 marzo 1983     |         |